# Errollyn Wallen
Errollyn Wallen (10 de abril de 1958) es una compositora británica nacida en Belice y formada en Londres. Fue la primera mujer negra en tener una composición interpretada en los Proms de la BBC, en un concierto para percusión y orquesta.

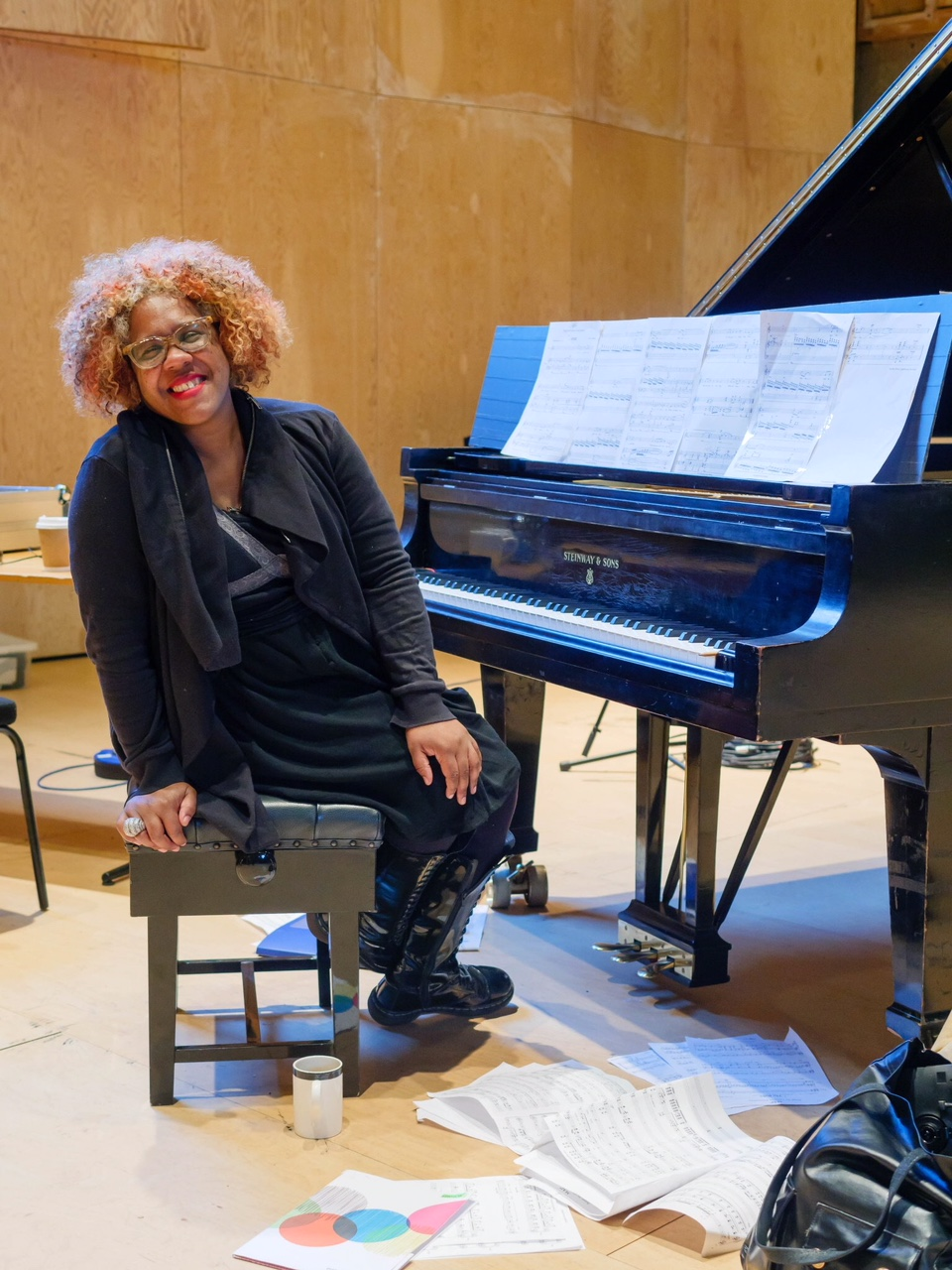
Errollyn Wallen en Snape Maltings

## Trayectoria
Su familia se mudó a Londres cuando ella tenía dos años. Mientras sus padres vivieron en Nueva York, ella y sus tres hermanos (uno de ellos es el trompetista Byron Wallen) fueron criados por unos tíos. Wallen estudió composición en el Goldsmiths' College y en el King's College de Londres, y consiguió un Master of Philosophy en el King's College de Cambridge.
La música de Wallen recibe influencias de diversas partes, que incluyen la música clásica de vanguardia así como de autores de canciones populares. Sus trabajos han sido interpretados en las principales salas de concierto y teatros de todo el mundo. Las composiciones incluyen el "ciclo de canciones multimedia" Jordan Town (2001), Dervish para chelo y piano (2001), La Luga para quinteto de guitarra (2002), la ópera Another America: Earth (2003) y All the Blues I See para flauta y cuarteto de cuerda (2004).
En 2006, Wallen escribió junto al astronauta Steve MacLean una canción mientras este estaba a bordo del transbordador espacial STS-115. Al año siguiente, en 2007, la Gewandhaus Orquesta y el Ballet de Leipzig interpretaron su obra The Tempest con coreografía de James McMenemy. Su ópera The Silent Twins, con un libreto de April De Angelis, fue la primera en ser interpretada por la Almeida Ópera en ese mismo año.
En junio de 2008, tuvo lugar la premier mundial de Carbon 12- A Choral Symphony con la Ópera Nacional Galesa. En 2010, su quinteto para piano Music for Tigers fue interpretado en el Museo de Arte Moderno (MoMA) de Nueva York como parte de las series de conciertos Summergarden.
En 2012, su canción Daedalus del álbum Errollyn sirvió como apertura y cierre para el drama de la BBC One Night, y su Principia, cuya letra versa sobre temas científicos, fue interpretada en la ceremonia de apertura de los Juegos Paralímpicos de Londres. En 2014, el coro femenino Melodia Women's Choir de Nueva York fue encargado de lanzar la premier mundial de Full Fathom Five.
En 2017, su trabajo Mighty River, que marca el bicentenario de la abolición del comercio de esclavos en Inglaterra, fue interpretado en la bienal Southbank New Music.
En 2022 realizó una colaboración con la artista visual Sonia Boyce en la obra Feeling Her Way junto a Poppy Ajudha, Jacqui Dankworth, Sofia Jernberg y Tanita Tikaram invitadas a improvisar, interactuar y jugar con sus voces. Boyce fue galardona con el León de Oro en la 59 Bienal de Venecia por esta obra.

## Grabaciones y publicaciones
En 2004, Wallen grabó un álbum de sus canciones y música para piano solo, titulado Errollyn. Su CD incluye: Girl In My Alphabet, Meet Me at Harold Moores, interpretada por el Cuarteto Brodsky Mood Swings junto a Björk, Sting y Elvis Costello. La música de Wallen está publicada por Peters Edition.

## Reconocimientos
Recibió la Orden del Imperio Británico por sus servicios a la música en la Queen's Birgthday Honours list en junio de 2007. Ha recibido también un Premio Ivor Novello. En 2018, Wallen fue incluida en la lista de las 100 Mujeres de BBC.